# أنتوني باوسون
أنتوني «توني» جيمس باوسون (بالإنجليزية: Anthony Pawson)‏، OC OOnt CH FRS FRSC ‏(18 أكتوبر 1952 - 7 أغسطس 2013)، كان عالمًا كنديًا بريطاني المولد، أحدثت أبحاثه ثورة في فهم نقل الإشارات، والآليات الجزيئية التي تستجيب بها الخلايا للعظة الخارجية، وكيف يتواصلون مع بعضهم البعض. وحدد تماثل Src homology 2 كوحدة تفاعلية أولية غير حفزية. تعمل (SH2 domain) كنموذج لعائلة كبيرة من وحدات البروتين التي تعمل معًا للتحكم في العديد من جوانب الإشارات الخلوية. منذ اكتشاف (SH2 domain)، تم تحديد المئات من الوحدات النمطية المختلفة في العديد من البروتينات.